# عدد غير كسري تربيعي
في الرياضيات، عدد غير كسري تربيعي (بالإنجليزية: Quadratic irrational number)‏ هو عدد غير كسري، يكون حل لمعادلة تربيعية ما، معاملاتها أعداد نسبية.
{\displaystyle {a+b{\sqrt {c}} \over d},}